# Resolució 1555 del Consell de Seguretat de les Nacions Unides
La Resolució 1555 del Consell de Seguretat de les Nacions Unides fou adoptada per unanimitat el 29 de juliol de 2004. Després de recordar les resolucions anterior sobre la situació a la República Democràtica del Congo, incloses les resolucions 1493 (2003) i 1533 (2004) va ampliar el mandat de la Missió de les Nacions Unides a la República Democràtica del Congo (MONUC) fins l'1 d'octubre de 2004.
El Consell de Seguretat va reafirmar el seu suport al govern de transició de la República Democràtica del Congo i al procés de pau. Va expressar la seva preocupació per les tensions i les hostilitats a l'est del país, especialment els conflictes a la província d'Ituri, Kivu Nord i Kivu del Sud.
En ampliar el mandat de la MONUC, el Consell també va demanar al secretari general Kofi Annan que informés abans del 16 d'agost de 2004 sobre l'aplicació del mandat de la MONUC.